# 張賢淑
張 賢淑（チャン・ヒョンソク、韓国語: 장현석、2004年3月14日 - ）は、大韓民国の慶尚南道昌原市出身のプロ野球選手（投手）。右投右打。MLBのロサンゼルス・ドジャース傘下所属。

## 経歴
馬山龍山高等学校では最終学年時の2023年に27回1/3を投げて防御率0.33、49奪三振を記録。同年のKBOドラフトでの全体1位指名が有力視されていたが、KBOではなくMLB挑戦を志望し、8月にロサンゼルス・ドジャースと契約してプロ入りした。契約金は90万ドル。また、9月に開催されるアジア競技大会の韓国代表に選出された。

## 投球スタイル
最速97mph（約156km/h）のフォーシームにスライダー、カーブ、チェンジアップを交える。
最も尊敬する選手はダルビッシュ有。